# Cratere Boeddicker
Boeddicker  è un cratere sulla superficie di Marte.